# Ampedus samai
Ampedus samai là một loài bọ cánh cứng trong họ Elateridae. Loài này được Schimmel, Platia & Platia miêu tả khoa học năm 1988. .Côn trùng này là một trong những côn trùng chỉ có ở rừng mưa Amazon , rất hiếm khi xuất hiện ở vùng đồng bằng 
1. ↑  Elateridae in Synopsis of the described Coleoptera of the World 6 juni 2010

- Dữ liệu liên quan tới Ampedus samai tại Wikispecies